# هاکی روی یخ در المپیک زمستانی ۱۹۹۸
هاکی روی یخ یکی از مسابقات بازی‌های المپیک زمستانی ۱۹۹۸ است که در از ۷ تا ۲۲ فوریه در دو بخش مردان و زنان برگزار شده‌است.

## نتایج

### جدول مدال‌ها
| رتبه           | کشور                | طلا | نقره | برنز | مجموع |
| -------------- | ------------------- | --- | ---- | ---- | ----- |
| ۱              | ایالات متحده آمریکا | ۱   | ۰    | ۰    | ۱     |
| ۱              | جمهوری چک           | ۱   | ۰    | ۰    | ۱     |
| ۳              | روسیه               | ۰   | ۱    | ۰    | ۱     |
| ۳              | کانادا              | ۰   | ۱    | ۰    | ۱     |
| ۵              | فنلاند              | ۰   | ۰    | ۲    | ۲     |
| مجموع (۵ کشور) | مجموع (۵ کشور)      | ۲   | ۲    | ۲    | ۶     |

### مدال‌آوران
| رویداد | طلا | نقره | برنز |
| مردان  | جمهوری چک (CZE) · یوزف برانک · یان چالون · رومان چخمانک · ییژی دوپیتا · رومان هامرلیک · دومینیک هاشک · میلان هیدوک · میلان هنیلیچکا · یارومیر یاگر · فرانتیشک کوچرا · روبرت لانگ · دیوید موراوتس · پاول پاترا · لیبور پروخازکا · مارتین پروخاسکا · روبرت رایخل · مارتین روچینسکی · ولادیمیر روژیچکا · ییژی شلگر · ریچارد اشمهلیک · یاروسلاو اشپاچک · مارتین استراکا · پتر اسووبودا | روسیه (RUS) · Pavel Bure · Valeri Bure · Sergei Fedorov · Sergei Gonchar · الکسی گوساروف · والری کامنسکی · داریوس کاسپارایتیس · آندری کووالنکو · ایگور کراچوک · Sergei Krivokrasov · Boris Mironov · دمیتری میرونوف · Alexei Morozov · Sergei Nemchinov · Oleg Shevtsov · میخائیل شتالنکوف · German Titov · آندری ترفیلوف · Alexei Yashin · دمیتری یوشکویچ · Valeri Zelepukin · الکسی ژیتنیک · الکسی ژامنوف | فنلاند (FIN) · Aki-Petteri Berg · Tuomas Grönman · Raimo Helminen · Sami Kapanen · Saku Koivu · Jari Kurri · Janne Laukkanen · Jere Lehtinen · Juha Lind · Jyrki Lumme · Jarmo Myllys · Mika Nieminen · Janne Niinimaa · Teppo Numminen · Ville Peltonen · Kimmo Rintanen · Teemu Selänne · Ari Sulander · Jukka Tammi · Esa Tikkanen · Kimmo Timonen · Antti Törmänen · Juha Ylönen |
| زنان   | ایالات متحده آمریکا (USA) · کریس بیلی · لاری بیکر · آلانا بلاهوسکی · لیسا براون-میلر · کرین بای · کالین کوین · سارا دکوستا · تریشا دان · کامی گراناتو · کتی کینگ-کراولی · شلی لونی · سو مرز · ای.جی. مچکو · تارا مانزی · ویکی موسسیان-لامورییو · آنجلا روگیرو · جنی پاتر · سارا تئوتینگ · گرتچن اولیون · ساندرا وایت-سوئینی                                                        | کانادا (CAN) · جنیفر بوتریل · تریسی بریسون · کیسی کمپل · جودی دیدوک · نانسی دروله · لوری دوپویس · دنیل گویت · جرالدین هینی · جاینا هفورد · بکی کلار · کتی مک‌کورمک · کارن نیستروم · لزلی ردون · منو ریوم · فرانس سن-لوئی · لارا شولر · فیونا اسمیت-بل · ویکی سوناهارا · هیلی ویکنهیسر · استیسی ویلسون | فنلاند (FIN) · Sari Fisk · Satu Huotari · Kirsi Hänninen · Marianne Ihalainen · Johanna Ikonen · Sari Krooks · Emma Laaksonen · Sanna Lankosaari · Katja Lehto · Marika Lehtimäki · Riikka Nieminen · Tuula Puputti · Marja-Helena Pälvilä · Karoliina Rantamäki · Tiia Reima · Katja Riipi · Päivi Salo · Maria Selin · Liisa-Maria Sneck · Petra Vaarakallio                       |

## شرکت‌کنندگان

### مردان
| گروه مقدماتی A                         | گروه مقدماتی B                   | گروه C                | گروه D                                |
| -------------------------------------- | -------------------------------- | --------------------- | ------------------------------------- |
| - ایتالیا - اتریش - اسلواکی - قزاقستان | - فرانسه - آلمان - ژاپن - بلاروس | - فنلاند - چک - روسیه | - سوئد - کانادا - ایالات متحده آمریکا |

### زنان
- کانادا
- ایالات متحده آمریکا
- فنلاند
- چین
- سوئد
- ژاپن